# Sagnacův jev

Princip jevu:
V otáčející se soustavě se místo startu posune o delta L. Světlo proto ve směru otáčení uběhne delší dráhu (modře) než světlo obíhající proti směru otáčení (červeně)

Sagnacův jev [saňakův] je důsledek speciální teorie relativity. Jde o situaci, kdy v neinerciální rotující soustavě relativistický efekt způsobuje rozdílnou rychlost šíření elektromagnetických signálů, obíhajících po uzavřené dráze v opačných směrech. Tento rozdíl lze detekovat interferometrem. Je pojmenován po francouzském fyzikovi Georgesovi Sagnacovi, který tento jev demonstroval ve svém interferometru v roce 1913.
V současnosti se Sagnacův jev využívá pro konstrukci optických gyroskopů. Vliv tohoto jevu je třeba započíst při výpočtech polohy pomocí GPS (způsobil by chybu polohy v desítkách metrů) a při synchronizaci atomových hodin rozmístěných po světě.